# Bugarach (pel·lícula)
Bugarach és un documental estrenat l'any 2014 dirigit per Ventura Durall, Sergi Cameron i Salvador Sunyer. Tracta sobre els fets que succeeixen a Bugarach (Burgarag), un petit poble francès. Segons la profecia maia, és l'únic poble que se salvarà de la fi del món. S'ha subtitulat al català.
Va obtenir el Premi Internacional de la Crítica al Festival de Sant Petersburg de 2014.

## Argument
Ningú es va prendre molt seriosament la història de Bugarach fins que el món estava arribant a la seva fi. A principis de 2012, els ciutadans d'aquest petit poble del sud de França van a l'església, neden al llac i voten PER a les pròximes eleccions presidencials del seu país. Però el costumisme rural i la rutina es veu alterada per una notícia: Bugarach serà l'únic lloc segur al món quan es materialitzi l'Apocalipsi anunciat pels maies quatre mil anys enrere. L'efemèride es torna d'interès general i Bugarach, aquest petit poble, s'omple de gent buscant respostes, esperant la salvació, atrets pels mitjans de comunicació internacionals. Però la pregunta és: Qui són els bojos?

## Producció
Bugarach està produït per la productora Nanouk Films i l'alemanya Filmtank. A més, també està coproduït per les televisions públiques TVE (Espanya), TVC (Catalunya) i WDR (Alemanya).

## Reconeixements i guardons
Premis
- 2014: Premis FIPRESCI al St. Petersburg Message to Man

Nominacions
- 2015: Gaudí a la millor pel·lícula documental

Seleccions destacades
- Hot Docs Toronto 2014 - Secció oficial
- Visions du Réel Nyon 2014 - Secció oficial
- Europa Prix 2014 - Secció oficial[2]
- IDFA Amsterdam 2014 - Best of Fests
- Dok Leipzig 2014 - Secció oficial
- Documentamadrid 2014 - Secció oficial
- DocsBarcelona 2014 - Secció oficial[3]
- Cinespaña Toulouse 2014 - Secció oficial
- Guanajuato Film Festival 2014 - Secció oficial
- CIFF Camden International Film Festival, Maine 2014 - Secció oficial
- Trento Film Festival 2014 - Secció oficial
- Antenna Documentary Film Festival Sydney 2014 - Secció oficial - Nit inaugural
- Astra Film Festival Romania 2014 - Secció oficial